# Adolf Loos
Adolf Loos (født 10. december 1870 i Brünn, Østrig-Ungarn (nuværende Brno, Tjekkiet), død 23. august 1933 i Wien) var en østrigsk arkitekt og kulturkritiker, hovedsagelig virksom i Wien.
Loos, som i Wien tilhørte samme radikale kulturkreds som Karl Kraus, Oskar Kokoschka og Arnold Schönberg, erklærede krig mod alle slags ornamenter i det polemiske skrift Ornament und Verbrechen fra 1908.

## Liv og arbejde
Adolf Loos voksede op som søn af en stenhugger i Brünn. Han var ni år gammel, da hans far døde. Hans mor gjorde ham arveløs da han var 23, fordi han til hendes sorg ikke ville fortsætte i sin fars fodspor.  Uddannelsen fik han dels i Böhmen og dels på Den polytekniske læreanstalt i Dresden. Han modtog impulser fra Gottfried Semper og Karl Friedrich Schinkel, og blev påvirket af Vitruvius' skrifter.
Efter endt uddannelse rejste han til USA. Under opholdet arbejdede han både som tallerkenvasker og journalist. Han lærte Chicago-skolen at kende, og så verdensudstillingen i Chicago i 1893.
I 1896 vendte han tilbage til Wien. I 1903 grundlagde han tidsskriftet Das Andere (= Det andet), der havde som mål at agitere for en vestlig/anglofil kultur. Tidsskriftet kom bare ud med to numre, hvor alt var skrevet af Loos. I denne periode var han en del af Wiens avantgarde, og lærte blandt andet Arnold Schönberg at kende. De ønskede et brud med den traditionelle kunst.
I 1908 skrev han Ornament og forbrydelse, som er et af 1900-tallets vigtigste manifester om formgivning og arkitektur. Han blev nu en yndet foredragsholder.
Som arkitekt havde han hidtil haft en række opgaver med interiører, og arbejdet med forretningsdesign, men i 1911 fik han opdraget "Haus am Michaelerplatz" som er blevet karakteriseret som "en ikke-tatoveret, moderne arkitektur". Det kaldes også "huset uden øjenbryn", og blev af mange wienere oplevet som et monstrum. I 1911 eller året efter tegnede Adolf Hitler Michaelerplatz, og har gengivet hele pladsen, minus Loos' bygning. I stedet tegnede han et hus ind, der havde stået der på 1700-tallet. 
Loos' næste opdrag var en række villaer, deriblandt Villa Steiner, Villa Scheu og Villa Horner. Karakteristisk for disse er nøgne, pudsede facader og strenge geometriske linjer, mens interiøret viser forfinede, elegante detaljer, og egne teorier om udnyttelse af pladsen. Der er stor kontrast mellem det ydre og det indre, med træk fra engelsk og amerikansk boligindretning.

## Bygningsværker (udvalg)
- Haus Steiner, Wien, 1910
- Haus Rufer, Wien, 1922
- Maison Tzara, Paris, 1925 (til digteren Tristan Tzara)
- Khuner Villa, Østrig, 1930